# Breuil-le-Sec
Breuil-le-Sec település Franciaországban, Oise megyében. Lakosainak száma 2526 fő (2022. január 1.). Breuil-le-Sec Erquery, Bailleval, Breuil-le-Vert, Clermont, Fitz-James, Nointel és Saint-Aubin-sous-Erquery községekkel határos.

## Népesség
A település népességének változása:
| Lakosok száma | 2479 | 2582 | 2654 | 2648 | 2663 | 2667 | 2668 | 2586 | 2526 |
|               | 2013 | 2015 | 2016 | 2017 | 2018 | 2019 | 2020 | 2021 | 2022 |